# 卷眼斑鮃
卷眼斑鮃為輻鰭魚綱鰈形目鰈亞目牙鮃科的其中一種，為温帶海水魚，分布於西北太平洋日本海域，棲息在底層水域，以底棲生物為食，生活習性不明。